# Mayeum Choying Wangmo Dorji
Mayeum Choying Wangmo Dorji est la mère de la reine grand-mère Ashi Kesang Choden du Bhoutan. Elle était également connue sous le nom de Rani Choying Wangmo Dorji.  

## Travail
Mayeum Choying Wangmo Dorji a conçu le drapeau à la demande de sa fille: le Bhoutan avait été invité à assister à la première conférence asiatique à New Delhi le 23 mars 1947, et un drapeau représentant le Bhoutan était nécessaire pour l'occasion. Mayeum Choying Wangmo Dorji et le défunt Premier ministre du Bhoutan, Lyonchen Jigme Palden Dorji (son fils), un membre de la puissante famille Dorji et beau-frère du roi Jigme Dorji Wangchuck. Ils ont représenté le Bhoutan à la conférence.
Mayeum Choying Wangmo Dorji a choisi le Dragon comme symbole du Royaume de Druk (le Bhoutan est parfois appelé le Royaume du Dragon) et les couleurs jaune et orange pour les couleurs du drapeau comme couleurs de la religion bouddhiste 
Elle était profondément religieuse et donnait de grosses sommes d'argent pour construire des temples et des monastères.
Elle a été éduquée en privé et son mariage a eu lieu à Bhutan House, Kalimpong, le 5 avril 1918.

## Présidences
Présidente du Conseil de l'éducation du Sikkim.
Vice-présidente du Conseil général du Institut Namgyal de tibétologie [SRIT] (1964–1965).

## Titres
Au Sikkim : Princesse ( Semla ) Choying Wangmo Dorji (1897–1918).
Au Bhoutan : Son Altesse Rani Choying Wangmo Dorji (1918–1972).
Bien qu'elle n'ait jamais été une parente de sang de la dynastie Wangchuck , elle a obtenu un titre royal en sa qualité de grand-mère du roi.

## Honneurs
Médaille d'investiture Chogyal Palden Thondup Namgyal  (4 avril 1965).
 Médaille d'investiture du roi Jigme Singye Wangchuck (2 juin 1974).